# 德克薩斯州最高法院
德克薩斯州最高法院（英語：Supreme Court of Texas；縮寫SCOTX），簡稱德州最高法院，為美国德克萨斯州民事案件上訴（包含法律認為是民事訴訟而非刑事訴訟犯罪的青少年犯罪）的終審法院。另一個法院是德克薩斯州刑事上訴法院為刑事案件上訴的終審法院。
法院由首席大法官及八名大法官組成。最高法院成立於1846年，以取代德克薩斯共和國最高法院。法院位於德克薩斯州奧斯汀市區德克萨斯州议会大厦後的州議會大廈庭院內的一棟建築。

## 延伸閱讀
- Haley, James L. The Texas Supreme Court: A Narrative History, 1836–1986 (Austin: University of Texas Press, 2013. xxviii, 322 pp.

## 外部連結
- Official Website for the Texas Supreme Court （页面存档备份，存于）

Texas Supreme Court History: Links to Resources：
- （页面存档备份，存于）
- The Texas Reports, the decisions of the Texas Supreme Court from 1846 to 1885 （页面存档备份，存于）, hosted by the Portal to Texas History （页面存档备份，存于）
- "Judiciary" (by Paul Womack) from The Handbook of Texas Online （页面存档备份，存于）  (德克薩斯州歷史協會（英语：Texas State Historical Association）)
- Texas Supreme Court Historical Society （页面存档备份，存于）

template:State agencies of Texas

30°16′33″N 97°44′28″W / 30.275853°N 97.741054°W